# Alberto Riquer
Alberto Riquer Antón (Madrid, 10 ottobre 1974) è un allenatore di calcio a 5 ed ex giocatore di calcio a 5 spagnolo.
Con la nazionale spagnola è stato campione del mondo nel 2000 e campione europeo nel 2001.

## Carriera

### Club
Utilizzato nel ruolo di pivot, Riquer ha iniziato la propria avventura nella massima divisione spagnola con i madrileni del Redislogar Cotransa dove è rimasto per due stagioni per poi passare al CLM Talavera all'inizio della stagione 1994-95, con la squadra castigliana ha vinto un titolo spagnolo nel 1996-97 per poi passare al Caja Segovia FS dove ha ottenuto i migliori risultati con un campionato nel 1998-99, tre coppe di Spagna tra il 1998 ed il 2000, quattro supercoppe ma soprattutto un European Champions Tournament ed una Coppa Intercontinentale entrambe nel 2000. Dopo una breve parentesi con i russi della MFK Dinamo Moskva è tornato in patria per vestire la maglia dell'Azkar Lugo Fútbol Sala dove è rimasto fino alla stagione 2008-09.

### Nazionale
Con la nazionale spagnola ha vinto un campionato mondiale (2000) e un europeo (2001). In totale, ha disputato 44 incontri con le furie rosse, mettendo a segno 12 reti.

## Palmarès

### Club

#### Competizioni nazionali
- Campionato spagnolo: 2

CLM Talavera: 1996-97
Segovia: 1998-99
- Coppa di Spagna: 3

Segovia: 1997-98, 1998-99, 1999-00

#### Competizioni internazionali
- European Champions Tournament: 1

Segovia: 1999-00

### Nazionale
- Campionato mondiale: 1

2000
- Campionato d'Europa: 1

2001